# 알제리 U-17 축구 국가대표팀
알제리 U-17 축구 국가대표팀(아랍어:  تحت 17 سنة لكرة القدم منتخب الجزائر
)은 알제리를 대표하는 17세 이하의 축구 국가대표팀으로, 알제리의 축구 관리 기관인 알제리 축구 연맹의 관리를 받는다. 아프리카 U-17 네이션스컵에 참가해 2009년에 준우승을 차지했으며, UNAF U-17 토너먼트에세 2006년, 2008년, 2012년, 2021년에 우승했다.